# Tweemaal-geborene
Een tweemaal-geborene (Devanagari: द्विज, Sanskriet: dvija) is een man die na de lichamelijke geboorte voor de tweede maal is geboren door het voltooien van de upanayana, een inwijdingsrite. Traditioneel was dit slechts weggelegd voor drie van de vier varna, de brahmana's, de ksatriya's en de vaisya's. Dvija staat daarom ook wel voor deze groep als geheel waar de sudra's buiten vielen. Ook vrouwen vielen buiten deze groep.
De termen brahmana en dvija worden in brahmaanse teksten regelmatig door elkaar gebruikt in de betekenis van mannelijke leden van de drie varna's. Het begrip werd nog niet gebruikt in de Veda's, maar kwam pas later tot ontwikkeling, volgens Patrick Olivelle enige tijd na Patanjali.